# Castilleja scabrida
Castilleja scabrida là loài thực vật có hoa thuộc họ Cỏ chổi. Loài này được Eastw. mô tả khoa học đầu tiên năm 1902.

## Hình ảnh

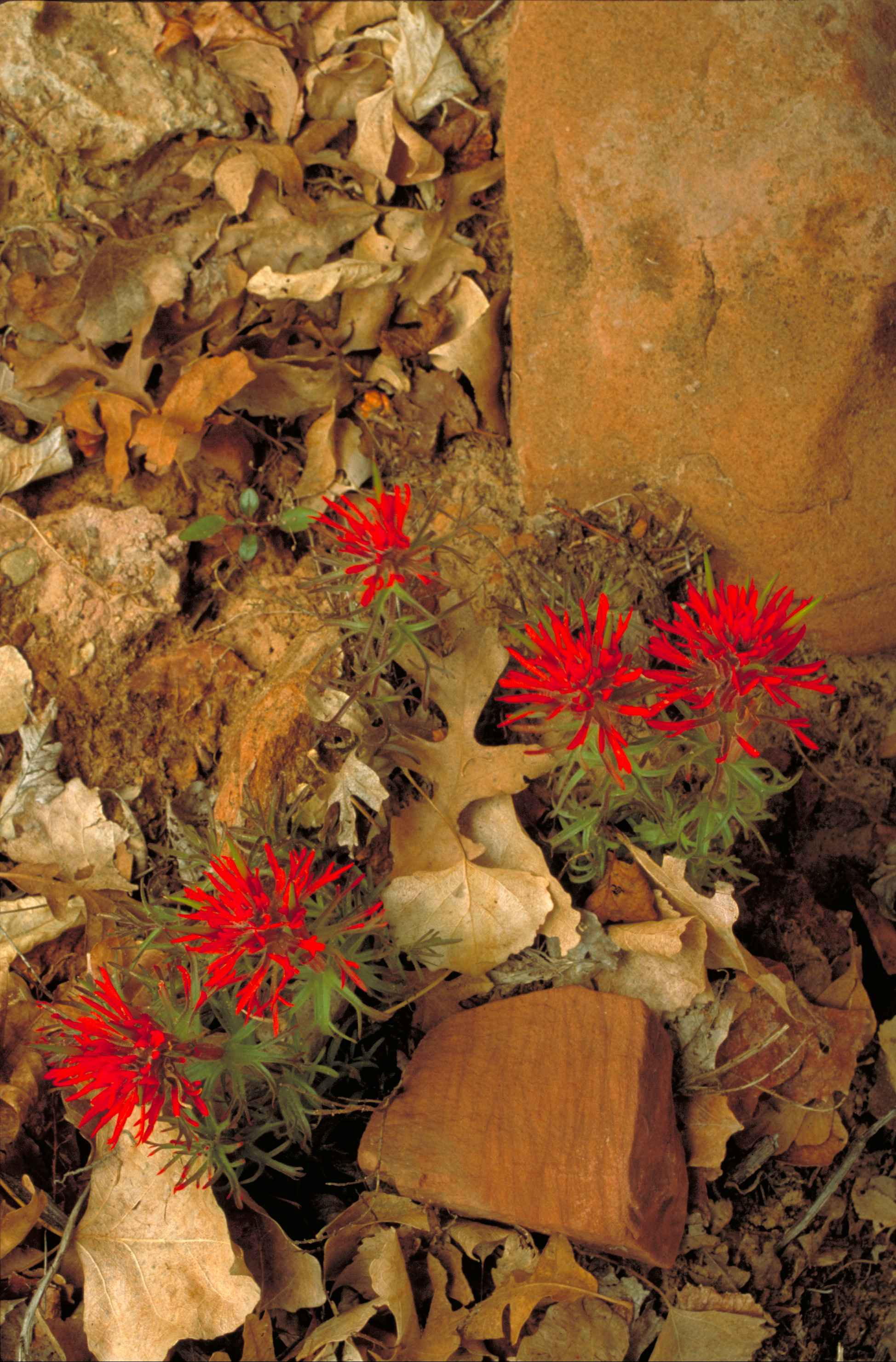